# 空港バスチケットサービス
空港バスチケットサービス（くうこうばすちけっとさーびす）は、ウェルネットが開発したリムジンバスの携帯電話チケットサービスである。通称「95bus.com（くうこうバスドットコム）」と呼ばれる。

## 概要
インターネット（パソコン・携帯電話）サイトにおいて、対象路線の乗車券を事前に予約・決済できるサービスである。決済後、二次元コードを携帯電話に表示させ、乗車時にそれを翳すことで決済済であることが認証され乗車できる。
携帯電話メールアドレスの登録と、二次元コードが表示可能な携帯電話端末が必須である。かつてはおサイフケータイを利用したIC情報認証も行っていたが、2008年9月25日より二次元コード認証に一本化された。
メリットは利用当日に手荷物等を抱えての乗車券購入等を省き、よりスムーズな移動を可能とする点などである。デメリットは購入後のキャンセルは現在のところサイト上では行えず、専用デスクに電話連絡する必要がある。かつては自己都合以外（航空便の欠航・遅延）による変更も同様であったが、現在は乗り場係員に申し出ることによって、後続便に空席がある場合は乗車できるようになった。
日本航空、全日本空輸と個々に提携しており、「JAL 95bus.com」「ANA 95bus.com」にてマイレージサービス会員番号を登録して決済するとマイルが積算される。マイレージサービス非会員も利用できる他、航空会社非提携サイト「95bus.com」もある。
2018年3月30日をもって、サービス終了となった。

## 経緯
- 2005年（平成17年）
  - 9月30日 - 日本航空および全日本空輸が同年中にサービスを開始すると発表[1][2]。
  - 10月1日 - ウェルネットが同年12月1日よりサービスを開始すると発表[3]。
  - 11月1日 - 予約・決済サービスが開始される。
  - 12月1日 - 乗車運用が開始される。
- 2006年（平成18年）9月30日 - 中部国際空港路線でのサービスを終了[4]。
- 2008年（平成20年）
  - 3月31日 - 岡山空港路線でのサービスを終了[5]。
  - 9月25日 - おサイフケータイを使用したIC認証を終了し、二次元コード認証に一本化。
- 2009年（平成21年）12月18日 - 山口宇部空港路線でのサービスを終了[6]。
- 2018年（平成30年）3月30日 - サービス終了[7]。

## 対象路線
2008年10月現在。いずれも東京国際空港発の路線（空港行は対象外）。
路線の詳細は各バス会社記事や公式サイトで確認されたい。
- 東京空港交通、各路線の共同運行会社
  - 新宿方面
  - 池袋方面
  - 目白・九段・後楽園方面
  - 赤坂方面
  - 錦糸町・東陽町駅・豊洲駅方面
  - 東京シティエアターミナル・臨海副都心（お台場）方面
  - 秋葉原駅方面
  - 葛西駅・亀有駅方面
  - 中野駅・練馬駅方面
  - 東京ディズニーリゾート（舞浜）方面
  - 新浦安方面
  - 津田沼駅方面
  - 四街道駅・稲毛駅方面
  - 鎌取駅・誉田駅・大網駅方面
  - 成田国際空港方面
  - 桐生駅・太田駅方面
  - 渋川駅・前橋駅・高崎駅方面
  - 黒磯駅・宇都宮駅方面

## 決済
- Visa、MasterCard、JCB、Dinersのブランドが付いたカードでの決済が可能。
  - JAL 95bus.comでは、上記に加えてJALカード決済が可能。
  - ANA 95bus.comでは、上記に加えてeLIO決済、Edy決済が可能。
  - 95bus.comでは、上記に加えてEdy決済が可能。